# Журавка (притока Великої Тернівки)
Журавка (рос. Б. Журавка) — балка (річка) в Україні у Петропавловському, Павлоградському й Близнюківському районах Дніпропетровської й Харківської областей. Ліва притока Великої Тернівки (басейн Дніпра).

## Опис
Довжина балки приблизно 13,46 км, найкоротша відстань між витоком і гирлом — 11,48 км, коефіцієнт звивистості річки — 1,17. Формується декількома балками та загатами. На деяких ділянках балка пересихає.

## Розташування
Бере початок у селі Старий Колодязь. Тече переважно на північний захід через село Далеке і в селі Кохівка впадає в річку Велику Тернівку, праву притоку Самари.

## Цікаві факти
- У XIX столітті навколо балки існувало декілька скотних дворів[2].